# Suzukimethode
De Suzukimethode is een lesmethode voor muziek die in het midden van de 20e eeuw in Japan is ontwikkeld door Shinichi Suzuki. Suzuki merkte op dat kinderen hun moedertaal erg vlug aanleren, met weinig kans op mislukking, door dagelijkse herhalingen en oefening. Op een vergelijkbare wijze probeerde hij ze ook muziek aan te leren. Zijn methode, die hij talent education noemde, berust op dit principe van natuurlijk leren.
De nadruk ligt op voortdurende blootstelling aan muziek, herhaling van lesstof, afwisseling van individuele en groepslessen, spelelementen in de muziekles, en actieve betrokkenheid van de ouders. Kinderen beginnen soms al met een instrument te bespelen als ze drie jaar zijn. De methode is oorspronkelijk ontwikkeld voor het vioolonderwijs maar de uitgangspunten worden ook toegepast voor het onderwijs in andere instrumenten, en buiten het muziekonderwijs

## Beschrijving
De belangrijkste onderdelen van deze leermethode zijn:
- Jong beginnen (vanaf 2 of 3 jaar).
- Veelvuldig naar muziek luisteren.
- Leren te spelen alvorens muzieknotatie te leren lezen (moedertaalmethode).
- Betrokkenheid van de ouder(s) bij de studerende kinderen.
- Een vast kernrepertoire: naast volksdeuntjes vooral stukken van Duitse barokmeesters.
- Combinatie van individuele les en groepsles.

De Suzukimethode is in principe geschikt voor elk instrument, maar is het populairst bij  strijkinstrumenten (viool, altviool, cello). Andere instrumenten waarvoor Suzuki-onderwijs gevolgd kan worden, zijn dwarsfluit, piano, gitaar en blokfluit.